# كريس هيد
كريس هيد هو سياسي أمريكي، ولد في 13 يناير 1963 في كوميرك في الولايات المتحدة. نشط حزبياً في الحزب الجمهوري. وقد انتخب عضو مجلس نواب فرجينيا ‏ عن دائرة Virginia's 17th House of Delegates district ‏.